# Bob Bertemes (mezzofondista)
Bob Bertemes (15 marzo 1994) è un mezzofondista lussemburghese.
Detiene il primato a livello nazionale nei 2000 m e nei 5000 m indoor, record stabiliti in patria, e nei 10 km su strada, primato ottenuto a Valencia nel gennaio 2022. 

## Biografia
Bertemes inizia l'attività da bambino grazie al padre, già triatleta presso il club locale Celtic Diekrich, che spesso lo porta con sé per assistere alle gare da lui disputate. Muove i primi passi nei gruppi giovanili, dove i suoi allenamenti diventano sempre più mirati al miglioramento delle qualità da corridore.
Bertemes ottiene il primo titolo nazionale nel 2014, ai Campionati nazionali Lussemburghesi, realizzando un tempo pari a 3'57"97 negli 1500 m piani. Negli anni ha ripetuto più volte l'impresa, per un totale di dieci ori nei Campionati nazionali indoor (tre negli 800 m piani, sette nei 1500 m indoor) e otto nei Campionati outdoor (tre nei 1500 m piani e cinque nei 500 m piani).
Nel 2011 l'atleta matura la sua prima esperienza internazionale ai Campionati del mondo di atletica leggera di Villeneuve-d'Ascq in Francia, con un tempo pari a 4'26"73 nei 1500 m piani. Ottiene un buon successo nel 2017 in una gara di alto profilo internazionale, quella dei Giochi della Francofonia di Abidjan, in Costa d'Avorio, posizionandosi decimo con un tempo di 3'57"12. Nel 2021, all'età di 27 anni, partecipa ai Campionati Europei Indoor di Toruń, dove realizza un tempo pari a 3'58"08. Si cimenta anche nelle gare di corsa campestre, partecipando, nel 2019, ai Campionati europei di Lisbona, posizionandosi 76º con un tempo pari a 34'54". Nel 2022, invece, con un tempo di 34'55" riesce a posizionarsi 71° ai Campionati europei di corsa campestre disputati in Italia, al Parco naturale La Mandria del Piemonte.

## Omonimia
Bob Bertemes condivide il nome, la nazionalità e lo sport praticato con Bob Bertemes, lanciatore nel getto del peso lussemburghese classe ‘93. Le discipline in cui si sono specializzati sono diverse, ma i due, privi di un legame di parentela, sono venuti più volte a contatto nel corso della loro vita. Una delle prime persone ad accorgersi dell’equivoco fu la madre del mezzofondista, che sentì lo speaker annunciare il nome del figlio durante una gara di atletica, nonostante a tagliare il traguardo fosse stato il futuro lanciatore, anch’egli presente in qualità di partecipante. Qualche anno più tardi anche la IAAF ha commesso un errore simile, attribuendo il medesimo profilo ufficiale ai due campioni.

## Record nazionali
Seniores
- 10 chilometri: 30'02" ( Valencia, 09 gennaio 2022)
- 2000 metri indoor: 5'13"64 ( Lussemburgo, 29 gennaio 2022)
- 5000 metri indoor: 14'34"20 (  Lussemburgo, 17 dicembre 2021)

## Progressione

### 800 metri piani
| Stagione | Tempo   | Luogo        | Data      |
| -------- | ------- | ------------ | --------- |
| 2019     | 1'55"79 | Oordegem     | 25-5-2019 |
| 2016     | 1'54"08 | Schifflange  | 31-7-2016 |
| 2015     | 1'56"06 | Sint-Niklaas | 04-7-2015 |
| 2014     | 1'58"54 | Kessel-Lo    | 09-8-2014 |
| 2013     | 1'56"65 | Oordegem     | 01-6-2013 |
| 2012     | 1'54"95 | Ninove       | 21-7-2012 |
| 2011     | 1'58"43 | Coblenza     | 25-5-2011 |

### 1500 metri piani
| Stagione | Tempo   | Luogo        | Data      |
| -------- | ------- | ------------ | --------- |
| 2021     | 3'51"92 | Lussemburgo  | 26-6-2021 |
| 2020     | 3'56"71 | Moselstadion | 23-7-2020 |
| 2019     | 3'53"69 | Coblenza     | 23-6-2019 |
| 2017     | 3’48”24 | Bruxelles    | 9-7-2017  |
| 2016     | 3’49”33 | Ninove       | 23-7-2016 |
| 2015     | 3'51"53 | Oordegem     | 23-5-2015 |
| 2013     | 4:00.99 | Sint-Niklaas | 09-5-2013 |
| 2012     | 3'55"08 | Oordegem     | 26-5-2012 |
| 2011     | 4'10"08 | Trebisonda   | 27-7-2011 |

### 5000 metri piani
| Stagione | Tempo    | Luogo       | Data      |
| -------- | -------- | ----------- | --------- |
| 2022     | 14’07”50 | Chorzów     | 22-6-2023 |
| 2022     | 14’26”30 | Milano      | 23-4-2022 |
| 2021     | 14’46”40 | Lussemburgo | 27-6-2021 |
| 2020     | 14’29”47 | Ratisbona   | 25-7-2020 |
| 2019     | 14’58”27 | Schifflange | 13-7-2019 |
| 2016     | 15'57"16 | Oordegem    | 16-7-2016 |

### 5000 metri indoor
| Stagione | Tempo    | Luogo       | Data       |
| -------- | -------- | ----------- | ---------- |
| 2022     | 14’47”46 | Lussemburgo | 17-12-2022 |
| 2021     | 14’34”20 | Lussemburgo | 17-12-2021 |
| 2019     | 14’37”15 | Lussemburgo | 20-12-2019 |
| 2018     | 14’39”12 | Lussemburgo | 21-12-2018 |

## Palmarès
| Anno | Manifestazione                       | Sede          | Evento         | Risultato | Prestazione | Note  |
| ---- | ------------------------------------ | ------------- | -------------- | --------- | ----------- | ----- |
| 2011 | Mondiali U18                         | Lilla         | 1500 m piani   | Batteria  | 4'26"73     |       |
| 2011 | Eyof                                 | Trebisonda    | 1500 m piani   | 14°       | 4'10"08     |       |
| 2015 | Europei a squadre                    | Baku          | 1500 m piani   | 7°        | 3'55"66     |       |
| 2015 | Europei a squadre                    | Baku          | A squadre      | 7°        | 317 p.      |       |
| 2017 | Giochi della Francofonia             | Abidjan       | 1500 m piani   | 10º       | 3'57"12     |       |
| 2019 | Giochi dei piccoli stati europei     | Antivari      | 5000 m piani   | Bronzo    | 14'59"53    |       |
| 2019 | Giochi dei piccoli stati europei     | Antivari      | 1500 m piani   | Bronzo    | 4'00"28     |       |
| 2019 | Europei a squadre                    | Varaždin      | 1500 m piani   | 6°        | 3'59"17     |       |
| 2019 | Europei a squadre                    | Varaždin      | 3000 m piani   | 8°        | 8'22"36     |       |
| 2019 | Europei a squadre                    | Varaždin      | A squadre      | 10°       | 180 p.      |       |
| 2019 | Europei di cross                     | Lisbona       | Corsa seniores | 76º       | 34'54"      | [ 7 ] |
| 2021 | Europei indoor                       | Toruń         | 1500 m piani   | Batteria  | 3'58"08     |       |
| 2021 | Campionati dei piccoli stati europei | Serravalle    | 3000 m piani   | 4°        | 8'29'27"    |       |
| 2021 | Europei a squadre                    | Limassol      | 1500 m piani   | 6°        | 3'53"35     |       |
| 2021 | Europei a squadre                    | Limassol      | 3000 m piani   | 5°        | 8'27"94     |       |
| 2021 | Europei a squadre                    | Limassol      | A squadre      | 4°        | 466 p.      |       |
| 2022 | Coppa Europa dei 10000 metri         | Pacé          | 10000 m piani  | 51º       | 30'39"60    | [ 8 ] |
| 2022 | Campionati dei piccoli stati europei | Marsa         | 5000 m piani   | dnf       | dnf         |       |
| 2022 | Europei di cross                     | Venaria Reale | Corsa seniores | 71º       | 34'55"      | [ 9 ] |
| 2023 | Giochi dei piccoli stati europei     | Marsa         | 10000 m piani  | Argento   | 30'35"81    |       |
| 2023 | Giochi dei piccoli stati europei     | Marsa         | 5000 m piani   | Bronzo    | 14'28"91    |       |
| 2023 | Europei a squadre                    | Chorzów       | 5000 m piani   | 7°        | 14'07"50    |       |
| 2023 | Europei a squadre                    | Chorzów       | A squadre      | 15°       | 198 p.      |       |

## Campionati Nazionali
- 3 volte campione nazionale assoluto dei 1500 m piani (2017, 2019, 2020)
- 5 volte campione nazionale assoluto degli 5000 m piani (2016,2019,2020,2021,2022)
- 3 volte campione nazionale assoluto indoor degli 800 m piani (2015, 2018, 2020)
- 7 volte campione nazionale assoluto indoor dei 1500 m piani (2014, 2015,2017,2018,2019,2020,2022)

2014
- Oro ai campionati nazionali Lussemburghesi, 1500m indoor - 3'57"97

2015
- Oro ai campionati nazionali Lussemburghesi, 800m indoor - 1'55"55
- Oro ai campionati nazionali Lussemburghesi, 1500m indoor - 3'58"48

2016
- Oro ai campionati nazionali Lussemburghesi, 5000m piani - 14'57"16

2017
- Oro ai campionati nazionali Lussemburghesi, 1500m indoor - 1'53"77
- Oro ai campionati nazionali Lussemburghesi, 1500m piani - 3'53"62

2018
- Oro ai campionati nazionali Lussemburghesi, 800m indoor - 1'55"50
- Oro ai campionati nazionali Lussemburghesi, 1500m indoor - 3'57"62

2019
- Oro ai campionati nazionali Lussemburghesi, 1500m indoor - 3'55"94
- Oro ai campionati nazionali Lussemburghesi, 1500m piani - 3'58"11
- Oro ai campionati nazionali Lussemburghesi, 5000m piani - 14'58"27

2020
- Oro ai campionati nazionali Lussemburghesi, 800m indoor - 1'53"75
- Oro ai campionati nazionali Lussemburghesi, 1500m indoor - 3'54"46
- Oro ai campionati nazionali Lussemburghesi, 1500m piani - 4'09"47
- Oro ai campionati nazionali Lussemburghesi, 5000m piani - 15'04"77

2021
- Oro ai campionati nazionali Lussemburghesi, 5000m piani - 14'46"40

2022
- Oro ai campionati nazionali Lussemburghesi, 1500m indoor - 3'57"32
- Oro ai campionati nazionali Lussemburghesi, 5000m piani - 15'19"26